# Armand Sylvestre (homme politique fédéral)
Pour les articles homonymes, voir Sylvestre.
Ne doit pas être confondu avec Armand Sylvestre (dramaturge) ou Armand Sylvestre (homme politique provincial).
Armand Sylvestre est un avocat, procureur de la couronne et homme politique fédéral du Québec né le 15 mai 1890 à Québec et mort le 3 mars 1972.

## Biographie
Armand  Sylvestre devint député du Parti libéral du Canada dans la circonscription fédérale de Lac-St-Jean en 1925. Réélu en 1926, il fut défait en 1930. Réélu dans Lac-Saint-Jean—Roberval en 1935 et en 1940, il ne se représenta pas en 1945.